# トスカーナの贋作
『トスカーナの贋作』（トスカーナのがんさく、原題: Copie conforme）は、アッバス・キアロスタミ監督、脚本による2010年に公開されたフランス、イタリアの合作映画である。

## ストーリー
トスカーナの小さな村で、『贋作　本物より美しき贋作を』という本を発表したジェームズ（ウィリアム・シメル）の講演が行われる。それを1人の女（ジュリエット・ビノシュ）が息子を連れて聞きに来ていた。公演の後、女が経営するギャラリーをジェームズが訪れ、再会。「面白い場所へ連れ行ってあげる」という女の誘いに「9時までに戻らないと列車に遅れる」という条件で付きあう。「トスカーナのモナリザ」という贋作を見せるが、「モナリザだってジョコンダ夫人の贋作にすぎない」とつれない。2人はカフェで夫婦と間違われたことをきっかけに、ゲームのように長年連れ添った夫婦を演じ始める。初めは順調に進んでいったが、彫像をきっかけに、2人の間に微妙なずれが生じてゆく。互いに苛立ちを感じ始めた頃、老夫婦と出会い、2人を夫婦と誤解した老夫婦の夫の方がジェームズにアドバイスを送る。「君の奥さんが求めているのは、そっと肩を抱かれて歩くことだ」。レストランで微妙なずれを埋めるため、魅力的な“妻”になろうと化粧直しをする女。しかし、会話が噛みあわなくなり、苛立ちが最高潮に達したジェームズは店を出ていってしまう。女は後を追い、1人で教会へ歩いていく。教会から出てきた女に、ジェームズは本当の妻を労わるように静かに謝る。穏やかに夫婦の関係を築き直そうと、2人はお互いを許し、寄り添う。すると突然、女は「15年前の結婚式の夜に泊まった」と言って、近くの安ホテルを訪れる。「15年前に泊まった部屋」に通された女はすでに“夫婦”の関係をゲームに留められなくなっていた。ジェームズは自分が幻想を求めているのかどうかを見定めるように、洗面台の鏡に映った“夫”を演じる自分を見つめる。「言ったはずだ。9時までに戻ると」。教会の鐘が響き、夕暮れを告げていた…。

## キャスト
- 彼女 - ジュリエット・ビノシュ
- ジェームズ - ウィリアム・シメル
- 広場の男 - ジャン＝クロード・カリエール
- 広場の女 - アガット・ナタンソン
- カフェの主人 - ジャンナ・ジャンケッティ
- 息子 - アドリアン・モア
- 通訳 - アンジェロ・バルバガッロ
- ガイド - アンドレア・ラウレンツィ
- 花婿 - フィリッポ・トロジャーノ
- 花嫁 - マニュエラ・バルシメッリ

## 評価
第63回カンヌ国際映画祭のコンペティション部門で上映され、ジュリエット・ビノシュが女優賞を受賞した。